# Микал, Роберт Дж.
Роберт Дж. Микал (англ. Robert J. Mical, также «RJ»; 26 января 1956) —  американский программист и разработчик компьютеров, начинавший на заре появления первых видеоигр. Наиболее известен разработкой оконного графического интерфейса Intuition для ПК Amiga в 1985 году, огромным вкладом в разработку аппаратного обеспечения Amiga, а также совместной с Дэвидом Льюисом Нидлом разработкой Atari Lynx (1989) и 3DO Interactive Multiplayer (1993).
Позднее, он работал над аркадными играми в Williams Electronics,  занимал позицию главного архитектора игры Fathammer, а с 2005 по 2011 гг трудился в Sony Computer Entertainment на позиции старшего менеджера продуктовой линейки PlayStation. Начиная с 2012 работает в Google.
В 1995 году журнал Next Generation писал о нём: «Это правда, что из компьютеров, которые создавали Микал и Нидл, только Amiga стала настоящим хитом мировых продаж. Но было бы справедливым заметить, что это связано только с маркетингом компьютерных платформ, а не с их качеством.»

## Биография
Со слов Роберта, он создал свою первую видеоигру "крестики-нолики", когда ему было всего 14 лет.
В 1979 году Роберт заканчивает Иллинойсский университет с двойным дипломом по информатике и английскому языку, а также философии.
C 1983 по 1984 гг Микал был инженером-программистом в Williams Electronics, где он создавал интерфейсы, графику, спецэффекты, изобретал логику работы ПО и занимался написанием документации. Участвовал в разработке игры Sinistar, координировал проект Star Rider, гоночной игры издаваемой на LaserDisc.
С 1984 по 1986 гг работал в Amiga Corporation, а затем в Commodore International над проектом Amiga 1000 и более поздних моделей. Как инженер-программист, он писал различные инструменты для разработки и ПО для анимации. Но ключевым вкладом стала разработка системного ПО, такого как один из первых в мире графических интерфейсов пользователя Intuition для Amiga и приложения Boing, запуском которого сопровождалась презентация Amiga 1000 в Центре Линкольна, в 1985 году. Данное демонстрационное приложение стало вехой с которой начинается история платформы Amiga. На пике своей карьеры получил позицию директора по ПО и покинул корпорацию Commodore в 1986 году, продолжив создавать инструментарий для разработки, приложения и игры для ряда клиентов корпорации.
С 1987 по 1989 гг был вице-президентом по игровым техникам в компании Epyx, перейдя в компанию вместе с двумя бывшими сотрудниками Amiga Corporation: Дэйвом Нидлом и Дэйвом Морсом. Здесь Роберт стал соавтором первой цветной портативной игровой консоли, получившей внутреннее название «Handy». Он участвовал в разработке аппаратной части консоли и написал библиотеки среды выполнения, отладчик, инструментарий для рисования и работы со звуком, а также эмулятор. Разработанная консоль была приобретена корпорацией Atari и выпущена на рынок под названием Atari Lynx в 1989 году. Две игры для этой консоли — Blue Lightning и Electrocop, были написаны в соавторстве с Робертом.
С 1990 по 1995 гг Микал стал одним из соучредителей New Technologies Group (NTG), компании, поставившей своей целью создание принципиально новой игровой системы, также работая с Нидлом и Морсом. Являясь соавтором аппаратной части, Роберт возглавил создание новой многозадачной операционной системы Portfolio. Микал создал и ряд другого ПО для NTG, включая файловую систему для медицинских устройств. Поздней компания объединяется с The 3DO Company и созданные группой технологии ложатся в основу 32-битной приставки 3DO Interactive Multiplayer.
С 1996 по 2005 гг Микал работает над мобильными и онлайн-проектами. В 1996 и 1997 Роберт открывает совместные компании присоединившись к компании Prolific и основав компанию-разработчик онлайн-игр Glassworks. С 1998 по 1999 гг был консультантом в компании Rjave. С 2000 по 2001 гг становится вице-президентом по программному обеспечению в Red Jade, дочернем проекте Ericsson занятом разработками для портативных устройств. С 2001 по 2002 гг является главным архитектором компании Fathammer, занятой разработкой программного обеспечения и технологий для написания и выполнения трёхмерных игр на мобильных устройствах. С 2003 по 2004 гг был вице-президентом по программному обеспечению в Global VR, компании создававшей аркадные игры для игровых приставок и ПК.
С 2005 по 2011 гг, работал в Sony Computer Entertainment над инструментарием разработчика для PlayStation 3 и PlayStation Vita. С 2011 года работал над игровым ПО и инновациями в собственной компании Arjinx. Начиная с 2012 года работает директором по играм (Director of Games  (англ.)) в Google.

## Игры
Роберт Дж. Микал разработал более 15 игр, в том числе:
- 1987 Defender of the Crown
- 1989 Blue Lightning
- 1989 California Games
- 1989 Chip’s Challenge

## Внешние ссылки
- Домашняя страница  (англ.)
- Robert J. Mical в MobyGames  (англ.)
- Создавая Амигу, архив материалов  (англ.)
- Интервью 1up и Digital Game Developer  (англ.)